# Ameivula littoralis
Espèce
Synonymes
- Cnemidophorus littoralis Rocha, Bamberg Araújo, Vrcibradic & Mamede Da Costa, 2000

Ameivula littoralis est une espèce de sauriens de la famille des Teiidae.

## Répartition
Cette espèce est endémique de l'État de Rio de Janeiro au Brésil.

## Publication originale
- Rocha, Bamberg Araújo, Vrcibradic & Mamede Da Costa, 2000 : New Cnemidophorus (Squamata: Teiidae) from coastal Rio de Janeiro State, Southeastern Brazil. Copeia, vol. 2000, no 2, p. 501-509.